# 7-й меридіан західної довготи
7-й меридіан західної довготи — лінія довготи, що лежить на 7 градусів західніше Гринвіцького меридіана. Вона проходить від Північного полюса через Північний Льодовитий океан, Атлантичний океан, Європу, Африку, Південний океан та Антарктиду до Південного полюса.
7-й меридіан західної довготи формує велике коло разом із 173-тім меридіаном східної довготи.

## Список географічних об'єктів, що перетинає 7° зх. д.
Починаючи на Північному полюсі та рухаючись до Південного полюса, 7-й меридіан західної довготи проходить через:
| Координати                                               | Країна, територія або море | Примітки |
| -------------------------------------------------------- | -------------------------- | --- |
| 90°0′ пн. ш. 7°0′ зх. д. / 90.000° пн. ш. 7.000° зх. д.  | Північний Льодовитий океан | |
| 82°2′ пн. ш. 7°0′ зх. д. / 82.033° пн. ш. 7.000° зх. д.  | Атлантичний океан          | |
| 62°20′ пн. ш. 7°0′ зх. д. / 62.333° пн. ш. 7.000° зх. д. | Фарерські острови          | Проходить через острови Естурой, Стреймой та Кольтур                                                         |
| 62°5′ пн. ш. 7°0′ зх. д. / 62.083° пн. ш. 7.000° зх. д.  | Атлантичний океан          | Проходить західніше острова Сандой, Фарерські острови Проходить західніше острова Сувурой, Фарерські острови |
| 58°14′ пн. ш. 7°0′ зх. д. / 58.233° пн. ш. 7.000° зх. д. | Велика Британія            | Шотландія — проходить через острови Льюїс, Тарансей[en] та Гарріс                                            |
| 57°45′ пн. ш. 7°0′ зх. д. / 57.750° пн. ш. 7.000° зх. д. | Атлантичний океан          | Протока Норт-Мінч Гебридське море Проходить західніше острова Тайрі, Шотландія, Велика Британія              |
| 55°16′ пн. ш. 7°0′ зх. д. / 55.267° пн. ш. 7.000° зх. д. | Ірландія                   | Проходить через півострів Інішоуен                                                                           |
| 55°12′ пн. ш. 7°0′ зх. д. / 55.200° пн. ш. 7.000° зх. д. | Затока Лох-Фойл[en]        | |
| 55°6′ пн. ш. 7°0′ зх. д. / 55.100° пн. ш. 7.000° зх. д.  | Велика Британія            | Проходить через острів Ірландія Північна Ірландія                                                            |
| 54°24′ пн. ш. 7°0′ зх. д. / 54.400° пн. ш. 7.000° зх. д. | Ірландія                   | Проходить через острів Ірландія                                                                              |
| 52°8′ пн. ш. 7°0′ зх. д. / 52.133° пн. ш. 7.000° зх. д.  | Атлантичний океан          | Кельтське море Біскайська затока                                                                             |
| 43°33′ пн. ш. 7°0′ зх. д. / 43.550° пн. ш. 7.000° зх. д. | Іспанія                    | |
| 41°57′ пн. ш. 7°0′ зх. д. / 41.950° пн. ш. 7.000° зх. д. | Португалія                 | |
| 40°14′ пн. ш. 7°0′ зх. д. / 40.233° пн. ш. 7.000° зх. д. | Іспанія                    | Приблизно на 11 км                                                                                           |
| 40°7′ пн. ш. 7°0′ зх. д. / 40.117° пн. ш. 7.000° зх. д.  | Португалія                 | |
| 39°42′ пн. ш. 7°0′ зх. д. / 39.700° пн. ш. 7.000° зх. д. | Іспанія                    | |
| 39°5′ пн. ш. 7°0′ зх. д. / 39.083° пн. ш. 7.000° зх. д.  | Португалія                 | |
| 38°58′ пн. ш. 7°0′ зх. д. / 38.967° пн. ш. 7.000° зх. д. | Іспанія                    | |
| 38°12′ пн. ш. 7°0′ зх. д. / 38.200° пн. ш. 7.000° зх. д. | Португалія                 | |
| 38°1′ пн. ш. 7°0′ зх. д. / 38.017° пн. ш. 7.000° зх. д.  | Іспанія                    | |
| 37°11′ пн. ш. 7°0′ зх. д. / 37.183° пн. ш. 7.000° зх. д. | Атлантичний океан          | |
| 33°54′ пн. ш. 7°0′ зх. д. / 33.900° пн. ш. 7.000° зх. д. | Марокко                    | Проходить західніше Рабата                                                                                   |
| 29°39′ пн. ш. 7°0′ зх. д. / 29.650° пн. ш. 7.000° зх. д. | Алжир                      | |
| 26°20′ пн. ш. 7°0′ зх. д. / 26.333° пн. ш. 7.000° зх. д. | Мавританія                 | |
| 15°30′ пн. ш. 7°0′ зх. д. / 15.500° пн. ш. 7.000° зх. д. | Малі                       | |
| 10°11′ пн. ш. 7°0′ зх. д. / 10.183° пн. ш. 7.000° зх. д. | Кот-д'Івуар                | |
| 4°34′ пн. ш. 7°0′ зх. д. / 4.567° пн. ш. 7.000° зх. д.   | Атлантичний океан          | |
| 60°0′ пд. ш. 7°0′ зх. д. / 60.000° пд. ш. 7.000° зх. д.  | Південний океан            | |
| 70°24′ пд. ш. 7°0′ зх. д. / 70.400° пд. ш. 7.000° зх. д. | Антарктида                 | Проходить через Землю Королеви Мод (претендує Норвегія)                                                      |